# Dimmi che fai tutto per me
Dimmi che fai tutto per me è un film italiano del 1976 diretto da Pasquale Festa Campanile, ispirato al romanzo Saluti notturni dal Passo della Cisa di Piero Chiara.

## Trama
Francesco Salmarani, medico affermato di Treviso, all'improvviso si trova con il conto in banca scoperto poiché il padre di sua moglie è giunto dall'America esigendo l'acquisto di una grossa villa palladiana. Stanco della moglie, Francesco si consola con Paola e poi si lascia irretire dalla giovanissima e bella Mary, giunta come governante e amante del suocero. La necessità di ricoprire le falle amministrative e il sogno di fuggire con Mary, inducono il dottore a organizzare un colpo ai danni del suocero che, legato alla mafia, è riuscito a trasferire in villa un ingente patrimonio in dollari, sottratto alla banda.
L'affare, però, si complica poiché nella stessa notte convengono lo spiantato bancario Felegatti e un complice, due mafiosi alla ricerca del malloppo e lo stesso figlio del Salmarani. La presenza del ragazzo permette al commissario di scagionare il genero, Mary e il Felegatti, della morte del vecchio mafioso. Tuttavia, tutti rimarranno privi del tesoro sognato che toccherà a Mary e al figlio del Salmarani che fuggono insieme.

## Luoghi delle riprese
Per la maggior parte le riprese ebbero luogo presso Treviso tra Porta San Tomaso e strada Terraglio. Il film venne in parte girato presso Villa Contarini, nel comune di Piazzola sul Brenta, in provincia di Padova.

## Distribuzione
Distribuito dalla Euro International Film nell'ottobre 1976, contava su un doppiaggio affidato alla Cine Video Doppiatori.